# Curitiba scheerpeltzi
Curitiba scheerpeltzi är en skalbaggsart som först beskrevs av Friedrich F. Tippmann 1953.  Curitiba scheerpeltzi ingår i släktet Curitiba och familjen långhorningar. Inga underarter finns listade i Catalogue of Life.